# Шарлота Пруска (1860–1919)
Виктория Елизабет Августа Шарлота Пруска (на немски: Viktoria Elisabeth Auguste Charlotte Prinzessin von Preußen; * 24 юли 1860, Нов дворец, Потсдам; † 1 октомври 1919, Баден-Баден) от род Хоенцолерн, е принцеса от Кралство Прусия и чрез женитба последната херцогиня на Саксония-Майнинген (1914 – 1918).

## Живот
Тя е голямата дъщеря, второто дете, на германския кайзер и пруски крал Фридрих III (1831 – 1888) и съпругата му Виктория Сакскобургготска (1840 – 1901), принцеса на Великобритания и Ирландия, най-възрастната дъщеря на британската кралица Виктория (1819 – 1901) и принц Алберт фон Сакс-Кобург-Гота (1819 – 1861). Сестра е на по-късния германски кайзер Вилхелм II (1859 – 1941) и на София Хоенцолерн (1870 – 1932), омъжена 1889 г. за крал Константинос I от Гърция.
Шарлота Пруска се омъжва на 18 февруари 1878 г. в Берлин за принц Бернхард III фон Саксония-Майнинген (* 1 април 1851, Майнинген; † 16 януари 1928, Майнинген), последният херцог на Саксония-Майнинген (1914 – 1918), син на херцог Георг II фон Саксония-Майнинген (1800 – 1882) и принцеса Шарлота Пруска (1831 – 1855), дъщеря на принц Албрехт Пруски (1809–1872) и принцеса Мариана Нидерландска (1810 – 1883).
- Шарлота Пруска с годеника ѝ Бернхард III фон Саксония-Майнинген, ок. 1877 г.
- Шарлота Пруска, 1899

На 25 юни 1914 г., след смъртта на баща му, Бернхард III става на 63 години херцог на Саксония-Майнинген. След началото на Първата световна война Бернхард III оставя управлението на съпругата си Шарлота и отива на фронта. Той абдикира на 10 ноември 1918 г. по време на Ноемврийската революция, един ден след кайзер Вилхелм II.
Шарлота Пруска умира от инфаркт на 1 октомври 1919 г. в Баден-Баден, на 59 години, и е погребана в парка на двореца Алтенщайн в Бад Либенщайн. На 21 януари 1928 г. нейният съпруг е погребан до нея. Дъщеря ѝ Феодора се самоубива през 1945 г.
- Дворецът Алтенщайн
- Гробът в дворец Алтенщайн

## Деца
Шарлота Пруска и Бернхард III фон Саксония-Майнинген имат една дъщеря:
- Феодора Виктория Августа Мария Мариана (* 12 май 1879, Потсдам; † 26 август 1945, дворец Нойхоф), омъжена на 24 септември 1898 г. в Бреслау/Вроцлав за принц Хайнрих XXX Ройс-Кьостриц (* 25 ноември 1864, дворец Нойхоф; † 23 март 1939, дворец Нойхоф), син на принц Хайнрих IX Ройс (1827 – 1898) и фрайин Анна Мария Вилхелмина Хелена фон Цедлиц и Лайпе (1829 – 1907)